# Ciekawski George: Małpiszon i Gwiazdka
Ciekawski George: Małpiszon i Gwiazdka (ang. Curious George: A Very Monkey Christmas) – amerykański film animowany z 2009 roku w reżyserii Scotta Heminga i Cathy Malkasian.

## Opis fabuły
Zbliża się Boże Narodzenie. Małpka George i jego przyjaciel, Mężczyzna w Żółtym Kapeluszu, przygotowują się do Wigilii. Każdy z nich stara się dowiedzieć, jakiego podarunku oczekuje ten drugi. Tymczasem przyjaciół nawiedza Duch Czasu. Sprawia on, że obaj uświadamiają sobie, jak ważna i cenna jest łącząca ich relacja.

## Obsada
- Frank Welker – George
- Jeff Bennett – Mężczyzna w Żółtym Kapeluszu
- Elizabeth Daily – Andie / Steve

## Polski dubbing
Wersja polska: na zlecenie Canal+ - DUBBFILM

Reżyseria: Cezary Morawski

Dialogi: Kamila Klimas-Przybysz

Dźwięk i montaż: Renata Gontarz

Kierownictwo produkcji: Romuald Cieślak

Wystąpili:
- Tomasz Steciuk
- Piotr Bajor
- Magdalena Wasylik
- Maciej Dybowski
- Anna Gajewska
- Waldemar Barwiński
- Krzysztof Szczerbiński
- Paweł Krucz
- Marcin Przybylski
- Paweł Szczesny
- Kinga Tabor
- Julia Kołakowska
- Bartosz Kuźmierczyk
- Hanna Kinder-Kiss
- Monika Wierzbicka
- Cezary Nowak
- Marek Bocianiak

Teksty piosenek: Michał Wojnarowski

Kierownictwo muzyczne: Piotr Gogol

Śpiewali:
- Honorata Zajączkowska
- Katarzyna Łaska
- Magdalena Tul
- Adam Krylik
- Artur Bomert